# Phaenocarpa livida
Phaenocarpa livida är en stekelart som först beskrevs av Alexander Henry Haliday 1838.  Phaenocarpa livida ingår i släktet Phaenocarpa och familjen bracksteklar. Arten är reproducerande i Sverige. Inga underarter finns listade i Catalogue of Life.